# Marie-Claude Poulin
Marie-Claude Poulin est une productrice de films canadienne originaire de Sainte-Foy, au Québec. 

## Item 7
En 2009, Marie-Claude Poulin fonde la compagnie de production cinématographique Item 7 avec Pierre Even, qu'elle co-préside avec ce dernier jusqu'en janvier 2016,.
Elle produit en tant que productrice partenaire d'Item 7, The Colony, Une vie qui commence, Café de Flore, Miraculum, Les Maîtres du suspense, Brooklyn, Le Fils de Jean et plusieurs autres.
Le film Rebelle, produit en 2012 remporte le prix Écrans canadiens à l'Académie canadienne du cinéma et de la télévision, le Prix Jutra du meilleur film reçoit une nomination aux Oscars comme Meilleur Film Etranger. Brooklyn a également reçu plusieurs nominations aux Oscars dont Meilleur Film. 

## MCP Productions
En 2016, elle fonde la sa propre société, MCP Productions dans le but de produire des séries télévisuelles ainsi que du cinéma de qualité en anglais et en français,. Elle y co-produit Death of a Ladies' Man (en) mettant en vedette Gabriel Byrne et Skin de Guy Nattiv (en). Elle co-produit aussi Tempête, réalisé par Christian Duguay avec la société française Nolita.

## Go Films
En octobre 2021, elle rejoint le groupe Sphère Média à titre de productrice, longs métrages et fiction, de Go Films. En 2022, elle produit Le Plongeur, un film de Francis Leclerc basé sur le roman à succès écrit par Stéphane Larue.
Marie-Claude Poulin est membre du conseil d'administration du Bureau du cinéma et de la télévision du Québec.